# Lia-Manoliu-Stadion
Das Lia-Manoliu-Stadion war das größte Fußballstadion in Rumänien.
Es wurde im Jahr 1953 unter dem Namen Nationalstadion errichtet und am 31. Juli 1953 anlässlich der Weltfestspiele der Jugend und Studenten eröffnet. Bis 1990 trug es in Anlehnung an den rumänischen Nationalfeiertag den Namen 23 August, bevor es wieder in Nationalstadion umbenannt wurde. Zu Ehren der verstorbenen Olympiasiegerin im Diskuswurf Lia Manoliu wurde es 1998 nach ihr benannt. Die letzten Renovierungen fanden im Jahr 2002 statt. Es war das Heimstadion der rumänischen Fußballnationalmannschaft und bot nach offiziellen Angaben 60.120 Menschen Platz. Wie typisch für viele, zumeist sehr alte Fußballstadien in Rumänien, war es vollkommen unüberdacht. Die Farben der Sitzschalen waren in denen der rumänischen Flagge, also rot, blau und gelb gehalten. Das Spielfeld war von einer Laufbahn umgeben.
Das Länderspiel der rumänischen Nationalmannschaft gegen Albanien am 21. November 2007 im Rahmen der Qualifikation für die Fußball-Europameisterschaft 2008 war die letzte Veranstaltung, die im Lia-Manoliu-Stadion stattgefunden hat. Die alte Spielstätte wurde abgerissen, um der im August 2011 fertiggestellten Arena Națională für 55.600 Zuschauern Platz zu machen.